# Новый Каракан
Но́вый Карака́н — посёлок в Беловском районе Кемеровской области. Входит в состав Евтинского сельского поселения.

## География
Центральная часть населённого пункта расположена на высоте 226 метров над уровнем моря.

## История
Строительство началось в 1986 году, первые жильцы появились в начале 1990 года.

## Население
По данным Всероссийской переписи населения 2010 года, в посёлке Новый Каракан проживает 1290 человек (589 мужчин, 701 женщина).

## Экономика
- Караканский угольный разрез